# Mukattam

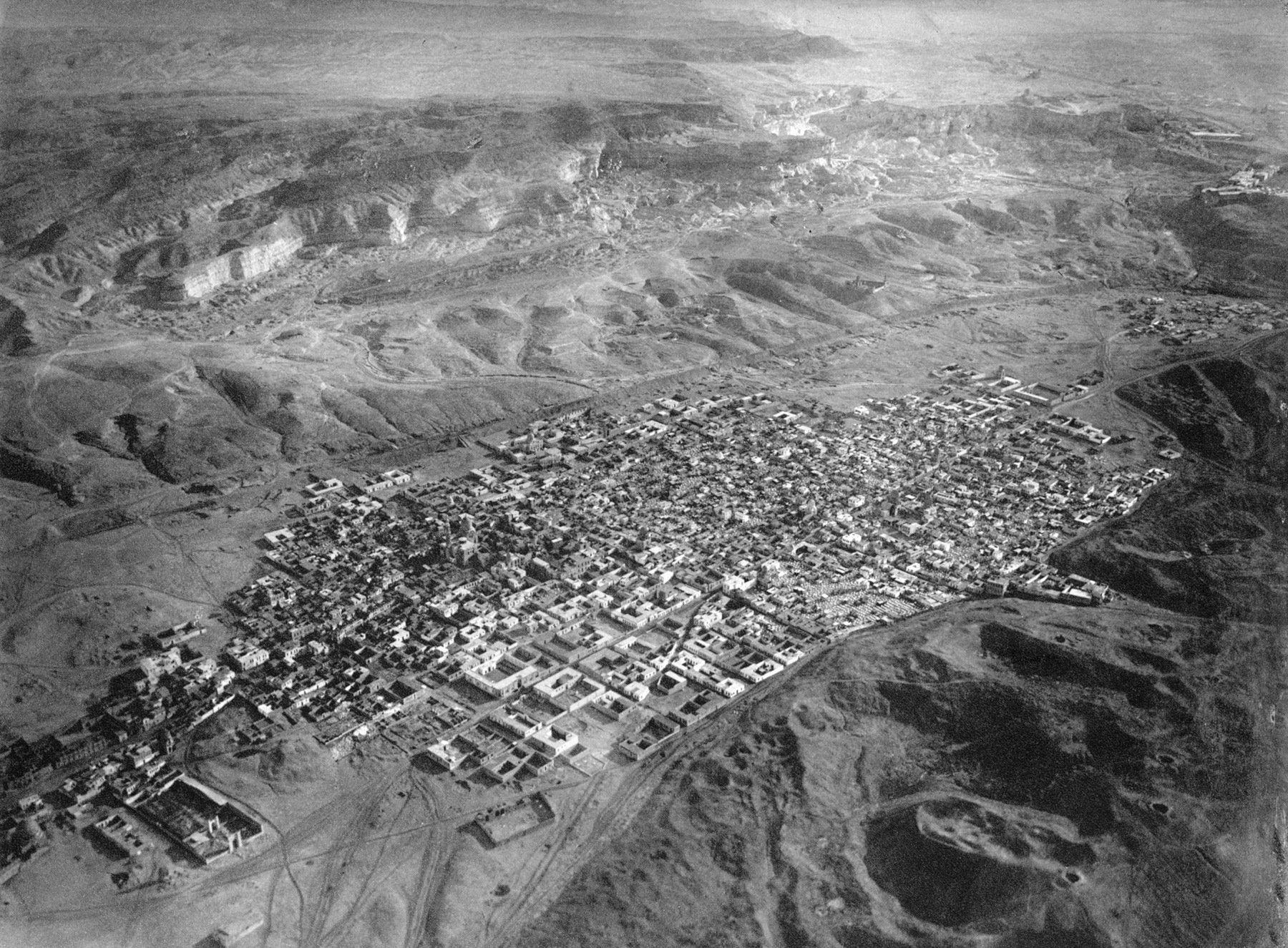
Die „Stadt der Toten“ am Fuß des Mokattam (oben). Luftaufnahme (1904) von Eduard Spelterini aus einem Heißluftballon

Der Mukattam oder bekannter Mokattam (arabisch المقطّم Muqattam, DMG al-Muqaṭṭam) ist ein Steinplateau im Südosten der ägyptischen Hauptstadt Kairo, das von der Kairoer Zitadelle im Norden bis nach Helwan im Süden reicht.
In den Steinbrüchen bei Tura wurde seit dem Alten Reich hochwertiger Kalkstein abgebaut. An ihrem Fuß liegen die Stadtviertel Manschiyyet Nasser (die sogenannte „Müllstadt“) und die Qarafa, die sogenannte „Stadt der Toten“. Auf dem Mokattam-Hügel liegen die ältesten erhaltenen Kuppelgräber (Qubbas) aus fatimidischer Zeit.
Bei gewalttätigen Auseinandersetzungen nach einer Demonstration am 8. März 2011 zwischen Kopten und Muslimen kamen im Stadtteil Mokattam zehn Menschen ums Leben und 110 wurden verletzt. Alle Opfer starben durch Schusswunden.